# Heinz Nixdorf

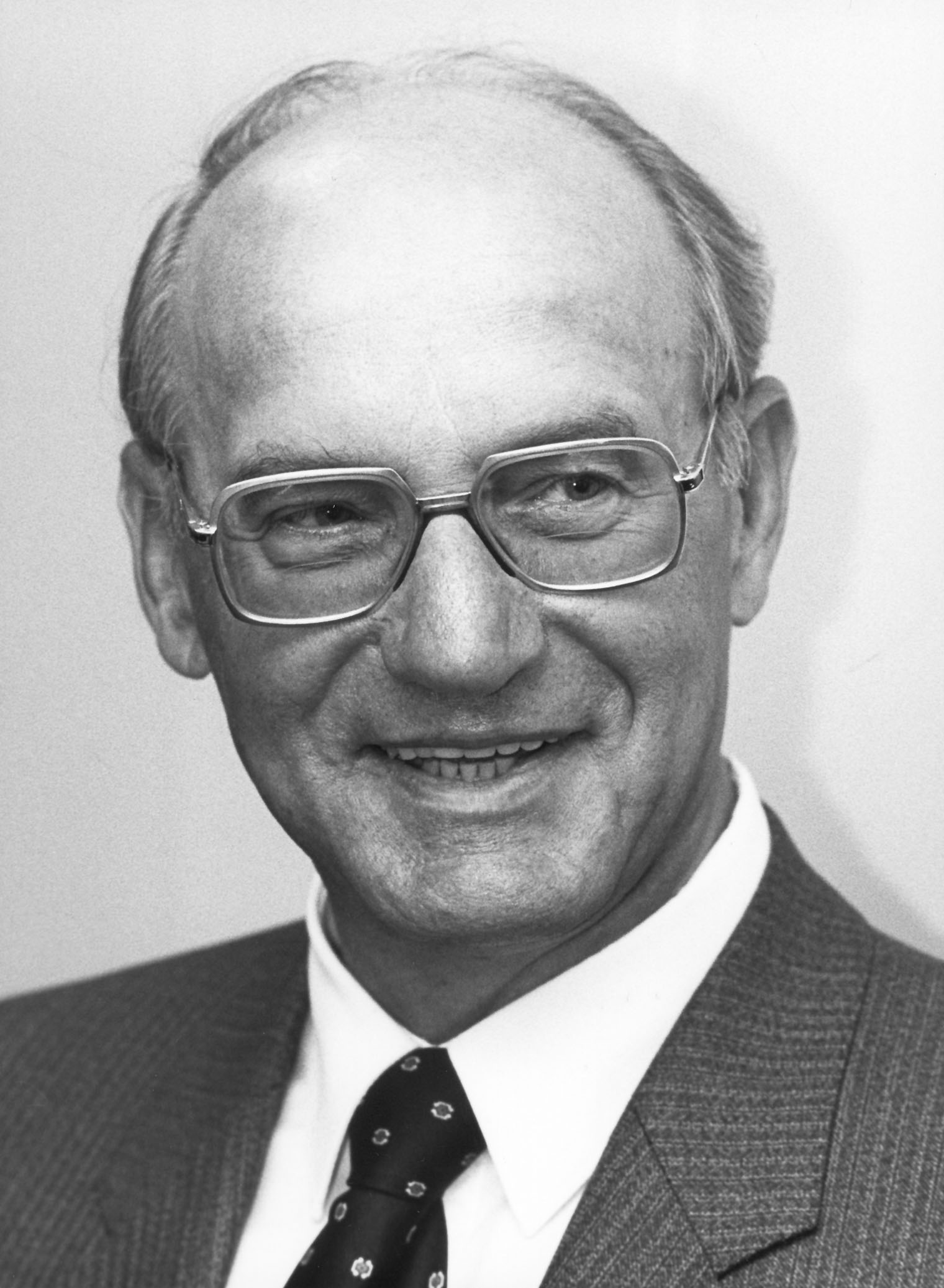
Heinz Nixdorf

Heinz Nixdorf, född den 9 april 1925 i Paderborn, död den 17 mars 1986 i Hannover var en tysk datorpionjär och företagsledare, grundare av Nixdorf Computer AG. 
Hans företag Labor für Impulstechnik, som senare blev  Nixdorf Computer AG hade sitt huvudkontor beläget i Nixdorfs hemstad Paderborn. Nixdorf grundade företaget 1952 och utvecklade det till ett av världens ledande dataelektronikföretag. Företaget utvecklade och producerade bank- och kassaterminalsystem, sedelautomater samt kontors- och persondatorer. Terminalsystem- och sedelautomatdelen har övertagits av Wincor-Nixdorf och kontors- och persondatordelen är numera en del i Siemenskoncernen.
Nixdorf avled i en hjärtattack under CeBit-mässan 1986.